# Canuto II di Svezia
Canuto II Holmgersson, detto il Lungo (... – 1234), fu re di Svezia dal 1229 al 1234.

## Biografia
Era figlio probabilmente di Filippo Eriksson, a sua volta figlio cadetto Erik IX il Santo.
Canuto fu membro del consiglio reale che governò la Svezia tra il 1229 al 1229, durante il regno di Erik IX, visto che il monarca era ancora minorenne.
Dopo una rivolta, per la presa del regno, Canuto detronizzò Erik XI e si proclamo re di Svezia, nel 1229, carica che mantenne fino alla sua morte, nel 1234.
Dopo la morte di Canuto, Erik XI riebbe la corona di Svezia.